# Виноградова, Светлана Олеговна
Светла́на Оле́говна Виногра́дова (род. 21 августа 1987, Новосибирск) — российская спортсменка, член олимпийской сборной команды России по сноуборду на Олимпиаде в Турине. Мастер спорта. Личный тренер Антон Владиславович Благовидов.

## Биография
Светлана начала заниматься сноубордом в декабре 2002 года. До этого она занималась и другими видами спорта: волейболом, баскетболом, лёгкой атлетикой, фигурным катанием, настольным теннисом, бадминтоном, карате, спортивным ориентированием, плаванием, спортивной акробатикой.
На Олимпийских играх-2006 в Турине заняла в квалификации 29-е место. 5 марта 2009 года в Москве впервые в отечественной истории выиграла этап Кубка Европы в олимпийской дисциплине «хафпайп».
Сейчас Светлана преподает в СДЮШОР по сноуборду города Новосибирска, выступает за ФСО профсоюзов «Россия».
27 июня 2012 года стало известно что ФГССР дисквалифицировала Светлану Виноградову на 2 года за нарушение антидопинговых правил.